# Supratistha

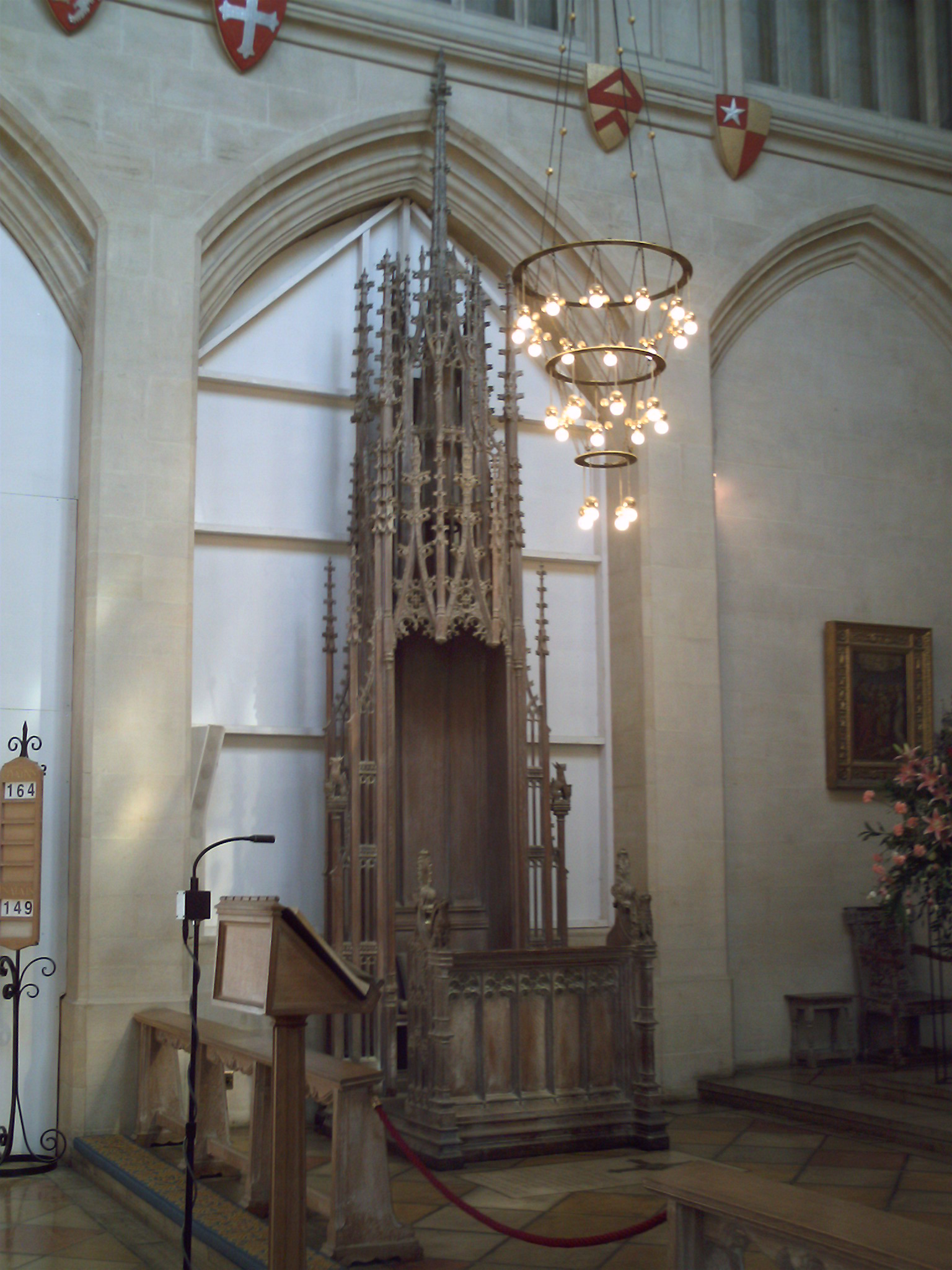
La tradition à travers les âges et les lieux a voulu que les sièges d'honneur soient toujours offerts aux personnes de haut rang; ici un siège d'évêque anglais.

Le Supratistha est un des huit symboles auspicieux, un ashtamangala du jaïnisme selon la branche digambara. Il s'agit d'un siège dit d'honneur, un objet à offrir comme siège à une personne d'un certain rang. Dans la branche shvetambara, l'autre courant du jaïnisme, un des huit symboles auspicieux est un trône dénommé bhadrasana. Il y a une légère nuance entre les deux objets, bien que le symbole du siège du vainqueur, du siège de celui qui a dépassé le voile de l'illusion du monde semble être le même. Une des traductions du mot jaïn est: conquérant; conquérant pacifique s'entend, conquérant pour qui s'aventure vers une quête intérieure, spirituelle.